# Liste des gouverneurs actuels des gouvernorats d'Oman
 (août 2023).
Cette page dresse la liste des gouverneurs actuels des 11 gouvernorats du sultanat d’Oman. Les gouverneurs exercent leurs fonctions sous la supervision du ministre de l’intérieur, à l’exception de ceux de Mascate et du Dhofar.

## Gouverneurs
| Gouvernorat  | Nom                                             | Depuis (le)     |
| ------------ | ----------------------------------------------- | --------------- |
| Batinah-Nord | Cheikh Mouhannah ben Saïf el-Lamki              | 29 octobre 2011 |
| Batinah-Sud  | Cheikh Hilal ben Saïd el-Hajri                  | 29 octobre 2011 |
| Bouraïmi     | Saïd Ibrahim ben Saïd el-Boussaïdi              | 29 octobre 2011 |
| Charkia-Nord | Cheikh Yahya ben Hamoud el-Maamari              | 29 octobre 2011 |
| Charkia-Sud  | Cheikh Abdoullah ben Moustahaïl ben Salim Chmas | 29 octobre 2011 |
| Dakhiliah    | Dr Chaikh Khalifa ben Hamed el-Saadi            | 29 octobre 2011 |
| Dhahira-Nord | Cheikh Saïf ben Houmiar el-Chouhi               | 29 octobre 2011 |
| Dhofar       | Mohammed bin Marhoon al Maamari                 | Septembre 2007  |
| Mascate      | Saïd Saoud ben Hilal el Boussaïdi               | 8 mars 2011     |
| Moussandam   | Saïd Khalifa ben el-Mourdas el-Boussaïdi        | 29 octobre 2011 |
| Wousta       | Cheikh Mouaddad ben Mohammed el-Yacoubi         | 29 octobre 2011 |

## Lien(s) externe(s)
- (en) « Seven new divisions created in Oman »
- (en) Nominations du 29 octobre 2011